# Michael Beuther
Michael Phillip Beuther, também conhecido como Michael von Carlstatt, (Karlstadt, 18 de outubro de 1522 — Estrasburgo, 27 de outubro de 1587) foi um historiador, poeta e jurista e alemão.

## Vida
Em 1536 matriculou-se na Universidade de Marburg, era sobrinho do teólogo alemão Johann Draconites (1494-1566), o qual ensinava línguas orientais, especialmente o hebraico. Em Wittenberg, conheceu Martinho Lutero (1483-1546), Philipp Melanchthon (1497-1560), Johannes Bugenhagen (1485-1558), Caspar Cruciger, o Velho (1504-1548); Justus Jonas, o Velho (1493-1555); Jerome Schurff (1481-1554) e Erasmus Reinhold (1511-1553).
Em Paris ele escreveu um calendário histórico, Calendarium Historicum. Participou como embaixador da Dieta de Augsburgo em 5 de Fevereiro de 1555, onde foi firmada a Paz de Augsburgo. Em 1558, deixou as suas atividades junto ao Bispo de Würzburg, que havia falecido, e aceitou o convite do Eleitor Ottheinrich para ser bibliotecário e conselheiro eclesiástico.
Do seu casamento com Margaretha Reuß em 1562 teve os filhos: Michael Philipp Beuther (1564-1616), que foi Superintendente Geral em Zweibrücken; Johann Michael Beuther (1566-1618), professor de direito em Estrasburgo, e Jakob Ludwig Beuther (1573-1625), que foi escritor renomado em Bad Bergzabern.

## Obras
- Epigramma libri II apud Chr. Egenolphum, Frankfurt am Main 1544
- Reinke de Vos 1544
- Ephemeris Historica, Paris 1551, 1556, Basiléia por Oporinus
- Calendarium Historicum, Frankfurt am Main 1557 (em alemão)
- Chronica Carionis, Frankfurt am Main 1564
- Fasti Hebraeorum, Athensiensium et Romanum, Basiléia entre 1556 e 1563
- Bildnisse vieler …. berühmter Kaiser, Könige, Fürsten, Basiléia 1582 e 1587
- Animadversiones sive disceptationes tam Historicarum quam Chronigraphicarum, Estrasburgo 1593
- Fasti antiquitatis Romanae, Speyer 1600.
- De origine Marchionum Misnensium, Leipzig 1576,
- Kommentare zu Tacitus Germania, Estrasburgo 1594
- Praxis rerum criminalium
- De globo astronomico et circulis
- Chronicon generale
- Argumenta ia singula sacrorum Bibliorum Capita"
- Descriptio rerum quarundam memorabilium sub imperio Caroli V. in Europa gestarum
- Descripto historica elationis et coranationis Maximiliani II. Imp.